# 黃楧
黃楧（？—1646年3月31日（隆武二年二月壬辰）），字茂子，瑞州府上高縣人，明朝、南明軍事人物。

## 生平
黃楧是崇禎十五年（1642年）的武舉人，獲授副總兵，南明年間和曹志明、曹國祺、聶棟、王平東、李維楨、黃楧、晏揚勳、任汲、李淩洪、黃國彥等人在上高起兵，稱為「七家軍」，陳泰來和他們結交，聯合黃朝宣部隊出師。隆武元年（1645年）十一月，陳泰來到達界埠，他和曹志明、王平東、任汲、李淩洪等人從上高會合，進攻撫州。次年（1646年）正月初五，曹志明、王平東、任汲在馬湖戰死，黃楧逃到高安、清江交界的聖果寺，有錢姓、蕭姓、簡姓的人跟隨他，兵力恢復；至二月時，他和都司敖高、參將晏性、僧人真空佔據瑞州雞公嶺、棠山，控制南昌兵馬，一同戰死。

## 引用
1. 1 2  錢海岳《南明史·卷二·本紀第二》：（隆武二年二月）壬辰，……副總兵黃楧等戰瑞州雞公嶺、棠山，死之。
2. 1 2  錢海岳《南明史·卷四十七·列傳第二十》：時有曹志明、曹國祺、聶棟、王平東、李維楨、黃楧、晏揚勳、任汲、李淩洪、黃國彥等起兵上高，稱七家軍。（陳）泰來與相結，並連黃朝宣之師。隆武元年十一月，……泰來至界埠，志明、平東、楧、汲、淩洪等從上高移軍會之，進攻撫州。……（黃）楧，字茂子，上高人。崇禎十五年武舉第一，官副總兵。
3. ↑  錢海岳《南明史·卷四十七·列傳第二十》：（隆武）二年正月五日，志明、平東、汲俱戰歿馬湖。……馬湖敗後，（黃楧）走高安、清江交聖果寺，錢、蕭、簡三姓從之，兵復振。隆武二年二月，與都司敖高、參將晏性、僧真空據瑞州雞公嶺、棠山，扼南昌兵，同死。